# Новий Двур (Люблінський повіт)
Новий Двур (пол. Nowy Dwór) — село в Польщі, у гміні Високе Люблінського повіту Люблінського воєводства.
Населення — 289 осіб (2011).
У 1975-1998 роках село належало до Замойського воєводства.

## Демографія
Демографічна структура станом на 31 березня 2011 року:
|          | Загалом | Допрацездатний вік | Працездатний вік | Постпрацездатний вік |
| -------- | ------- | ------------------ | ---------------- | -------------------- |
| Чоловіки | 141     | 23                 | 98               | 20                   |
| Жінки    | 148     | 25                 | 75               | 48                   |
| Разом    | 289     | 48                 | 173              | 68                   |